# فيونا كيليغان
فيونا كيليغان (ولدت في 21 أبريل 1965) في ويست بالم بيتش في فلوريدا) أكاديمية وناقدة أمريكية متخصصة في الخيال العلمي. كانت تعمل في مكتبة البيانات الوصفية ومفهرسة في مكتبة أوتو جي ريختر بجامعة ميامي. تركت الجامعة عام 2011.

## الحياة المهنية
كتب الناقد مايكل ديردا في صحيفة واشنطن بوست ووصف كيليغان بأنها «خبيرة في الفكاهة في النوع الأدبي» وتم إدراجها على موقع جامعة ميامي كخبير رسمي في «الخيال العلمي والفانتازيا والرعب». وهي مهتمة أيضًا بالفيلم داخل وخارج نوع الخيال العلمي وهي عالمة أخلاقيات هاوية.
لقد حددت حركة أدبية علمانية ساخرة ضمن نوع الخيال العلمي التي تسميها «الإنسانية المتوحشة».

## نتائج الترجمة
تبدأ مختاراتها النقدية الانسانيون المتوحشون (روبرت جيه سوير بوكس) بمقال من 17000 كلمة تصف فيه الحركة وممارسيها، وتجمع قصصًا بقلم غريغوري فروست، وجيمس باتريك كيلي، وجون كيسيل، وجوناثان ليثيم، وجيمس مورو، وكيم ستانلي روبنسون، وروبرت جاي سوير، وتيم سوليفان، وكوني ويليس مع مقدمات لكل منهم بقلم كيليغان. هذا المقال، «تعريف الإنسانية المتوحشة مع حكايات السيرة الذاتية»، تمت إعادة طبعه كقصة غلاف في إصدار نوفمبر 2008 من مراجعة نيويورك للخيال العلمي ويتناول معظم هذا العدد من المجلة.
تشمل كتب كيليغان الأخرى مايك ريزنيك: ببليوغرافيا مشروحة ودليل لعملها (فارثيست ستار، 2000) وكمحررة 100 ماجستير في الغموض والخيال البوليسي واختيار ماجيل: خيال علمي والأدب الخيالي (سالم برس، 2002).
ظهرت أعمالها العلمية في مجلة استكمال خارجي، ومجلة رائعة في الفنون، ومراجعة نيويورك للخيال العلمي، و لورانس بيرسون، وبارادوكسا: دراسات في الأنواع الأدبية العالمية، و دراسات الخيال العلمي، ومراجعة سفرا (منشور من جمعية أبحاث الخيال العلمي التي هي عضو فيها).
وقد ساهمت في الكتب المرجعية «الكاتبات الأمريكيات» والروائيون المعاصرون [الإصدار السابع] (وهي صاحبة السلطة علىراي برادبري وجوناثان ليثيم وكوني ويليس من بين الآخرين) دليل ماجيل للخيال العلمي والأدب الخيالي. الخيال والرعب: دليل نقدي وتاريخي للأدب والتوضيح والأفلام والتلفزيون والراديو والإنترنت، من تحرير نيل بارون، ودليل سانت جيمس لكتاب الجريمة والغموض. دليل سانت جيمس لكتاب الخيال العلمي، وهو كتاب الخيال الخارق للطبيعة: الخيال والرعب المعاصر، ومعجم الحركات الأدبية في القرن العشرين. وألفت مع داريل إف ماليت «إلى مجموعات النوع والعرق: مقالات مجمعة»، وكانت مسؤولة إلى حد كبير عن مساعدة ماليت وهال هول في استكمال كتاب «الحجاج والرواد: تاريخ وخطابات الخيال العلمي الفائزون بجائزة جمعية الأبحاث (مطبعة بورجو، 1999)». ظهرت مراجعات كتب فيونا في واشنطن بوست وكمراجعات رسمية تم تكليفها لموقع BarnesandNoble، وقد ساهمت في العديد من ملخصات المؤامرات والسير الذاتية المصغرة إلى قاعدة بيانات الأفلام على الإنترنت.
عملت كيليغان كمحررة مراجعة لكتاب في مجلة رائعة في الفنون (منذ عام 1999) ومستشارة تحريرية لدراسات الخيال العلمي (منذ 1994). كانت عضوًا في المجلس الاستشاري ومساهمة في موسوعة جرينوود للخيال العلمي. وكانت قاضية في ويليام إل جائزة كروفورد فانتسي التي تمنحها الرابطة الدولية للروائع في الفنون للكتاب الناشئين.
في مارس 2008 قدمت كيليغان ورقة بعنوان "الإنسان الحميم والكوني الكبير: الفكاهة والسامية في أعمال روبرت جاي سوير في المؤتمر الدولي التاسع والعشرين حول الروائع في الفنون. في مارس 2009 قدمت ورقة بعنوان "الوقت والخيال لروبرت جاي سوير: فلاش للأمام إلى نهاية عصر" في المؤتمر الدولي الثلاثين للروائع في الفنون. في التسعينيات، كانت قد ألقت محاضرات في نفس المكان حول إطعام القطط في الخيال العلمي والتمويه في الكتب والأفلام مثل اللعب والمفترس.
تشمل أعمالها الجارية ألفريد بستر، والماجستير الكبير ببليوغرافيا مشروحة والمزيد من الأبحاث حول الإنسانية المتوحشة.
كانت كيليغان أستاذًا مشاركًا في جامعة ميامي. كانت عضوة في هيئة التدريس هناك من 1989 إلى 2011، وتولت منصبها منذ عام 1995 وهي حاصلة على ماجستير في علوم المكتبات والمعلومات من جامعة ولاية فلوريدا (1988) وماجستير في اللغة الإنجليزية من جامعة ميامي (1996).
تخرجت من ورشة عمل كلاريون ويست لكتابة الخيال العلمي (1995). قصتها القصيرة «سر في الصدر: مع الاختبارات، والخرائط، والألغاز، والمتقطع أسئلة للمناقشة»، الذي يلعب مع ااتفاقيات حكايات الفتاة في الشدة، ظهرت في العوالم من الخيال (أكتوبر 1998)، وحصلت على تنويه مشرف من المحرر جاردنر دوزوا في أفضل خيال علمي لهذا العام: المجموعة السنوية السادسة عشر (1999).

## الحياة الشخصية
وهي حفيدة من الجيل الثالث عشر لبوكاهاتتس وجون رولف من جيمستاون بولاية فرجينيا. خلال هذه الخطوط العائلية ترتبط أيضًا بالممثلين غلين سترانج وقاي رولف. 

## المنشورات
- 100 سيد الغموض والخيال البوليسي.
- كلاسيكيات الخيال العلمي والأدب الخيالي.
- يشرب مع ملك العنكبوت.
- مايك ريسنيك: ببليوغرافيا مشروحة ودليل لعمله.
- الحجاج والرواد: تاريخ وخطب الفائزين بجائزة جمعية أبحاث الخيال العلمي.
- الخيال العلمي والرعب وما هو خارق للطبيعة.
- الإنسانية المتوحشة.
- الإنسانية المتوحشة. دليل المربي.

## الروابط الخارجية
- فيونا كيلغان تقدم ورقتها البحثية بعنوان "الإنسان الحميم والكوني الكبير: الفكاهة والسامية في أعمال روبرت ج. سوير (MP3)
- تحلل فيونا كيلغان ألفريد بيستر
- فيونا كيلغان (تكتب بدور إيلين فيهان) تحلل فرانك هربرت
- فيونا كيلغان (تكتب بدور إيلين فيهان) تقابل جون كيسيل
- مقابلة فيونا كيليغان مع جوناثان ليثيم
- فيونا كيليغان تقابل جيمس مورو
- فيونا كيليغان تجري مقابلات مع تيم باورز
- فيونا كيلغان عن «المؤثرات الصوتية في الخيال العلمي وأفلام الرعب»
- سيرة مصغرة على موقع IMDb كتبها فيونا كيلغان
- ملخصات مؤامرة على موقع IMDb كتبها فيونا كيلغان
- Fiona Kelleghan  على قاعدة بيانات الخيال التأملي على الإنترنت